# ドーバーの白い崖

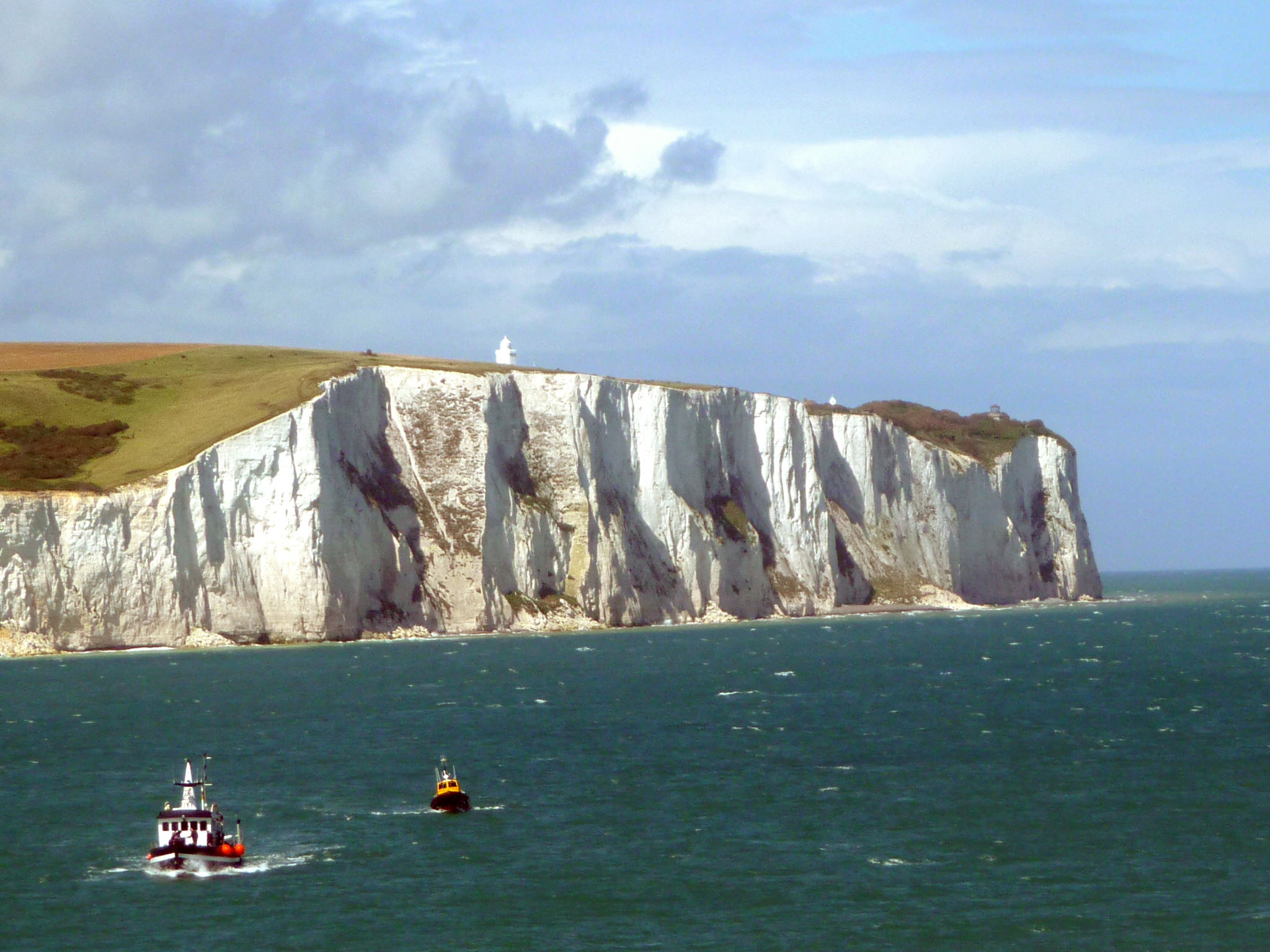
ドーバーの白い崖（2012年7月）

ドーバーの白い崖 （ドーバーのしろいがけ、White Cliffs of Dover ）とは、イギリスのケント州にあるドーバー海峡に面した白亜の崖のこと。日本では、英語名をそのまま片仮名読みして「ホワイト・クリフ」ともいう。イギリスの通称「アルビオン」の由来とされている。

## 概要

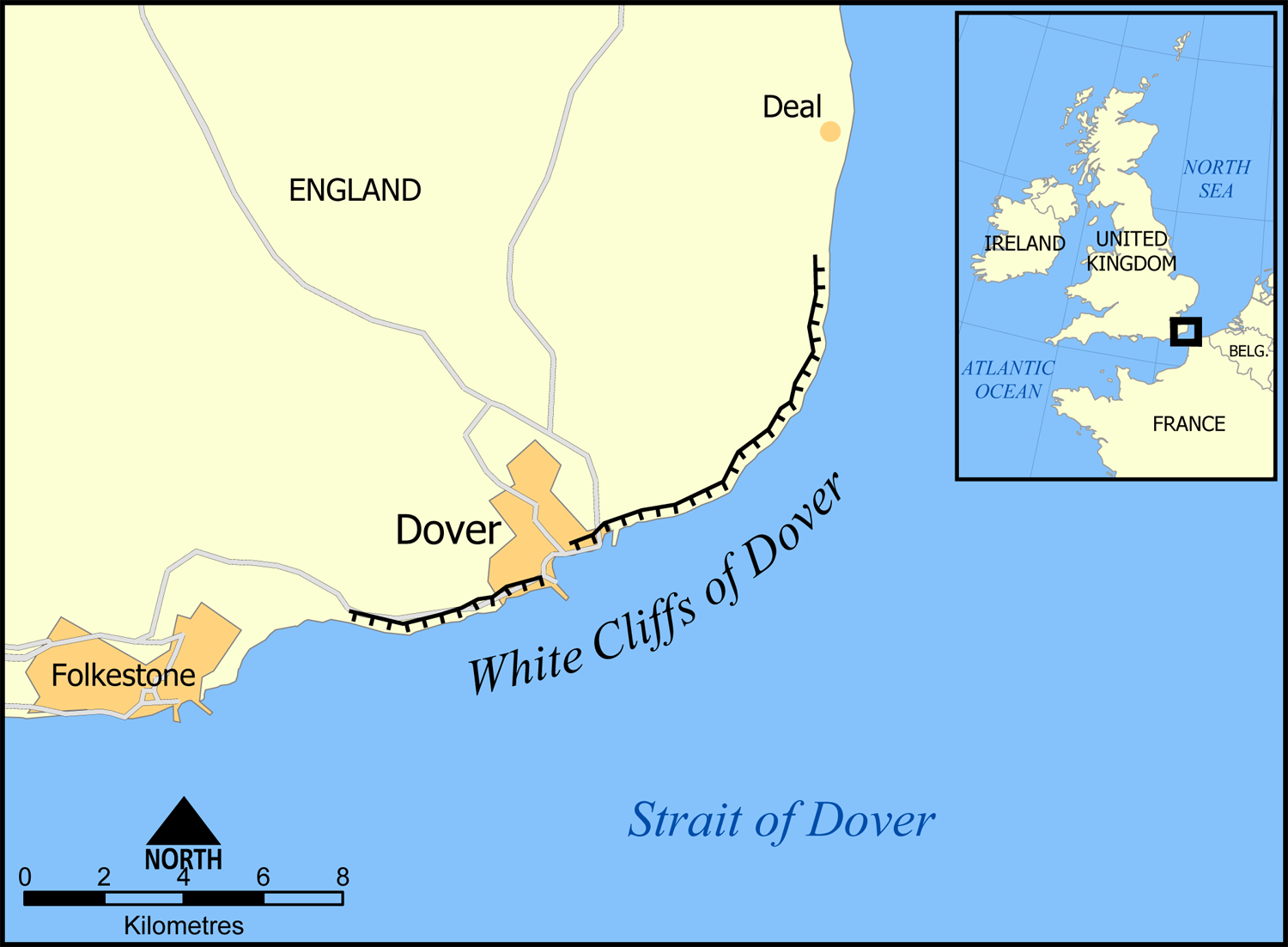
ドーバーの白い崖の位置とその周辺

ドーバーの白い崖は、ケント州のドーバー海峡に面している有名な断崖である。ロンドン南方を東西に横切る低丘陵地帯ノース・ダウンズの東端にあたり、断崖の高さは110メートル（350フィート）に達する。断崖は主にチョーク（白亜）で構成されているため白く見え、所々に黒い燧石が混ざる。断崖の一部は途切れ、古代から重要な港湾であるドーバーの港がある。
イギリス海峡の最も狭い部分でヨーロッパ大陸に対峙しているドーバーの白い崖は、イギリスにとって象徴的な存在である。歴史的に大陸からの侵略に脅かされてきた地であり、断崖は侵略に対抗する象徴的な防壁となった。また、飛行機の時代が到来するまではドーバー海峡が大陸との主要交通路であったため、白い断崖はイギリスを訪れる者が最初に見るイギリスの景色であり、同時にイギリスを去る者が最後に見る景色でもあった。白い断崖は対岸のヨーロッパ大陸から視認でき、イギリスの通称「アルビオン」（ラテン語で「白い」の意味の「albus」が語源。）の由来となった可能性がある。対岸となるフランスのアラバスター海岸（英語: Côte d'Albâtre）にも同様の白い崖が存在するが、両者はもともと一つの地層であったと考えられている。